# اللحوج

تعديل مصدري - تعديل

اللحوج هي إحدى قرى عزلة جعار بمديرية خنفر التابعة لمحافظة أبين، بلغ تعداد سكانها 375 نسمة حسب تعداد اليمن لعام 2004.